# 20.ª etapa del Giro de Italia 2018
La 20.ª etapa del Giro de Italia 2018 tuvo lugar el 26 de mayo de 2018 entre Susa y Breuil-Cervinia sobre un recorrido de 214 km y fue ganada en solitario por el ciclista español Mikel Nieve del Mitchelton-Scott.

## Clasificación de la etapa
| \| Clasificación de la etapa \| Clasificación de la etapa \| Clasificación de la etapa \| Clasificación de la etapa \| Clasificación de la etapa \| \| Ciclista \| Ciclista \| Equipo \| Tiempo \| \| \| ------------------------- \| ------------------------- \| ------------------------- \| ------------------------- \| ------------------------- \| \| 1.º \| Mikel Nieve \| Mitchelton-Scott \| 5 h 43 min 48 s \| \| \| 2.º \| Robert Gesink \| LottoNL-Jumbo \| + 2 min 17 s \| \| \| 3.º \| Felix Großschartner \| Bora-Hansgrohe \| + 2 min 42 s \| \| \| 4.º \| Giulio Ciccone \| Bardiani CSF \| + 3 min 45 s \| \| \| 5.º \| Gianluca Brambilla \| Trek-Segafredo \| + 5 min 23 s \| \| \| 6.º \| Wout Poels \| Team Sky \| + 6 min 03 s \| \| \| 7.º \| Chris Froome \| Team Sky \| + 6 min 03 s \| \| \| 8.º \| Davide Formolo \| Bora-Hansgrohe \| + 6 min 03 s \| \| \| 9.º \| Domenico Pozzovivo \| Bahrain-Merida \| + 6 min 03 s \| \| \| 10.º \| Richard Carapaz \| Movistar Team \| + 6 min 03 s \| \| |                     |                  |                 |
| |                     |                  |                 |
| Fuente: ProCyclingStats |                     |                  |                 |
| Clasificación de la etapa |                     |                  |                 |
| Ciclista | Ciclista            | Equipo           | Tiempo          |
| 1.º | Mikel Nieve         | Mitchelton-Scott | 5 h 43 min 48 s |
| 2.º | Robert Gesink       | LottoNL-Jumbo    | + 2 min 17 s    |
| 3.º | Felix Großschartner | Bora-Hansgrohe   | + 2 min 42 s    |
| 4.º | Giulio Ciccone      | Bardiani CSF     | + 3 min 45 s    |
| 5.º | Gianluca Brambilla  | Trek-Segafredo   | + 5 min 23 s    |
| 6.º | Wout Poels          | Team Sky         | + 6 min 03 s    |
| 7.º | Chris Froome        | Team Sky         | + 6 min 03 s    |
| 8.º | Davide Formolo      | Bora-Hansgrohe   | + 6 min 03 s    |
| 9.º | Domenico Pozzovivo  | Bahrain-Merida   | + 6 min 03 s    |
| 10.º | Richard Carapaz     | Movistar Team    | + 6 min 03 s    |

## Clasificaciones al final de la etapa

### Clasificación general(Maglia Rosa)
| \| Clasificación general \| Clasificación general \| Clasificación general \| Clasificación general \| Clasificación general \| \| Ciclista \| Ciclista \| Equipo \| Tiempo \| \| \| --------------------- \| --------------------- \| --------------------- \| --------------------- \| --------------------- \| \| 1.º \| Chris Froome \| Team Sky \| 86 h 11 min 50 s \| \| \| 2.º \| Tom Dumoulin \| Team Sunweb \| + 46 s \| \| \| 3.º \| Miguel Ángel López \| Astana \| + 4 min 57 s \| \| \| 4.º \| Richard Carapaz \| Movistar Team \| + 5 min 44 s \| \| \| 5.º \| Domenico Pozzovivo \| Bahrain-Merida \| + 8 min 03 s \| \| \| 6.º \| Pello Bilbao \| Astana \| + 11 min 50 s \| \| \| 7.º \| Patrick Konrad \| Bora-Hansgrohe \| + 13 min 01 s \| \| \| 8.º \| George Bennett \| LottoNL-Jumbo \| + 13 min 17 s \| \| \| 9.º \| Sam Oomen \| Team Sunweb \| + 14 min 18 s \| \| \| 10.º \| Davide Formolo \| Bora-Hansgrohe \| + 15 min 16 s \| \| |                    |                |                  |
| |                    |                |                  |
| Fuente: ProCyclingStats |                    |                |                  |
| Clasificación general |                    |                |                  |
| Ciclista | Ciclista           | Equipo         | Tiempo           |
| 1.º | Chris Froome       | Team Sky       | 86 h 11 min 50 s |
| 2.º | Tom Dumoulin       | Team Sunweb    | + 46 s           |
| 3.º | Miguel Ángel López | Astana         | + 4 min 57 s     |
| 4.º | Richard Carapaz    | Movistar Team  | + 5 min 44 s     |
| 5.º | Domenico Pozzovivo | Bahrain-Merida | + 8 min 03 s     |
| 6.º | Pello Bilbao       | Astana         | + 11 min 50 s    |
| 7.º | Patrick Konrad     | Bora-Hansgrohe | + 13 min 01 s    |
| 8.º | George Bennett     | LottoNL-Jumbo  | + 13 min 17 s    |
| 9.º | Sam Oomen          | Team Sunweb    | + 14 min 18 s    |
| 10.º | Davide Formolo     | Bora-Hansgrohe | + 15 min 16 s    |

### Clasificación por puntos(Maglia Ciclamino)
| Clasificación por puntos | Clasificación por puntos | Clasificación por puntos      | Clasificación por puntos | Clasificación por puntos |
| Ciclista                 | Ciclista                 | Equipo                        | Puntos                   |                          |
| ------------------------ | ------------------------ | ----------------------------- | ------------------------ | ------------------------ |
| 1.º                      | Elia Viviani             | Quick-Step Floors             | 306 pts                  |                          |
| 2.º                      | Sam Bennett              | Bora-Hansgrohe                | 232 pts                  |                          |
| 3.º                      | Davide Ballerini         | Androni Giocattoli-Sidermec   | 127 pts                  |                          |
| 4.º                      | Simon Yates              | Mitchelton-Scott              | 113 pts                  |                          |
| 5.º                      | Marco Frapporti          | Androni Giocattoli-Sidermec   | 111 pts                  |                          |
| 6.º                      | Sacha Modolo             | EF Education First-Drapac     | 110 pts                  |                          |
| 7.º                      | Danny van Poppel         | LottoNL-Jumbo                 | 107 pts                  |                          |
| 8.º                      | Niccolò Bonifazio        | Bahrain-Merida                | 93 pts                   |                          |
| 9.º                      | Tom Dumoulin             | Team Sunweb                   | 73 pts                   |                          |
| 10.º                     | Eugert Zhupa             | Wilier Triestina-Selle Italia | 64 pts                   |                          |

### Clasificación de la montaña(Maglia Azzurra)
| Clasificación de la montaña | Clasificación de la montaña | Clasificación de la montaña | Clasificación de la montaña | Clasificación de la montaña |
| Ciclista                    | Ciclista                    | Equipo                      | Puntos                      |                             |
| --------------------------- | --------------------------- | --------------------------- | --------------------------- | --------------------------- |
| 1.º                         | Chris Froome                | Team Sky                    | 125 pts                     |                             |
| 2.º                         | Giulio Ciccone              | Bardiani CSF                | 108 pts                     |                             |
| 3.º                         | Simon Yates                 | Mitchelton-Scott            | 91 pts                      |                             |
| 4.º                         | Mikel Nieve                 | Mitchelton-Scott            | 79 pts                      |                             |
| 5.º                         | Thibaut Pinot               | Groupama-FDJ                | 70 pts                      |                             |
| 6.º                         | Richard Carapaz             | Movistar Team               | 65 pts                      |                             |
| 7.º                         | Tom Dumoulin                | Team Sunweb                 | 49 pts                      |                             |
| 8.º                         | Esteban Chaves              | Mitchelton-Scott            | 47 pts                      |                             |
| 9.º                         | Valerio Conti               | UAE Team Emirates           | 42 pts                      |                             |
| 10.º                        | Domenico Pozzovivo          | Bahrain-Merida              | 40 pts                      |                             |

### Clasificación de los jóvenes(Maglia Bianca)
| Clasificación del mejor joven | Clasificación del mejor joven | Clasificación del mejor joven | Clasificación del mejor joven | Clasificación del mejor joven |
| Ciclista                      | Ciclista                      | Equipo                        | Tiempo                        |                               |
| ----------------------------- | ----------------------------- | ----------------------------- | ----------------------------- | ----------------------------- |
| 1.º                           | Miguel Ángel López            | Astana                        | 86 h 16 min 47 s              |                               |
| 2.º                           | Richard Carapaz               | Movistar Team                 | + 47 s                        |                               |
| 3.º                           | Sam Oomen                     | Team Sunweb                   | + 9 min 21 s                  |                               |
| 4.º                           | Valerio Conti                 | UAE Team Emirates             | + 1 h 18 min 07 s             |                               |
| 5.º                           | Fausto Masnada                | Androni Giocattoli-Sidermec   | + 1 h 21 min 16 s             |                               |
| 6.º                           | Felix Großschartner           | Bora-Hansgrohe                | + 1 h 23 min 50 s             |                               |
| 7.º                           | Matej Mohorič                 | Bahrain-Merida                | + 1 h 35 min 21 s             |                               |
| 8.º                           | Maximilian Schachmann         | Quick-Step Floors             | + 1 h 36 min 39 s             |                               |
| 9.º                           | Jack Haig                     | Mitchelton-Scott              | + 1 h 58 min 09 s             |                               |
| 10.º                          | Giulio Ciccone                | Bardiani CSF                  | + 2 h 03 min 58 s             |                               |

### Clasificación por equipos"Super Team"
| Clasificación por equipos | Clasificación por equipos | Clasificación por equipos | Clasificación por equipos |
| Equipo                    | Equipo                    | Tiempo                    |                           |
| ------------------------- | ------------------------- | ------------------------- | ------------------------- |
| 1.º                       | Sky                       | 259 h 16 min 20 s         |                           |
| 2.º                       | Astana                    | + 24 min 58 s             |                           |
| 3.º                       | Bora-Hansgrohe            | + 43 min 32 s             |                           |
| 4.º                       | Team Sunweb               | + 1 h 14 min 35 s         |                           |
| 5.º                       | AG2R La Mondiale          | + 1 h 30 min 32 s         |                           |
| 6.º                       | Movistar Team             | + 1 h 39 min 45 s         |                           |
| 7.º                       | Lotto NL-Jumbo            | + 1 h 47 min 01 s         |                           |
| 8.º                       | Mitchelton-Scott          | + 2 h 31 min 52 s         |                           |
| 9.º                       | UAE Team Emirates         | + 2 h 33 min 27 s         |                           |
| 10.º                      | Groupama-FDJ              | + 2 h 34 min 04 s         |                           |

## Abandonos
Ninguno.